# 2024년 하계 올림픽에 관한 논란
해당 문서는 2024년 하계 올림픽과 관한 보안 문제, 인권 문제, 이스라엘-하마스 전쟁 도중에 이스라엘이 올림픽에 참여하도록 허용하고 러시아의 우크라이나 침공에도 불구하고 러시아가 개인 중립 선수단 소속으로 경쟁하도록 허용한 것들과 같은 여러 우려와 논란을 불러일으킨 이슈들에 대해 다룬다.

## 프랑스 국내 문제

### 개막식과 센강

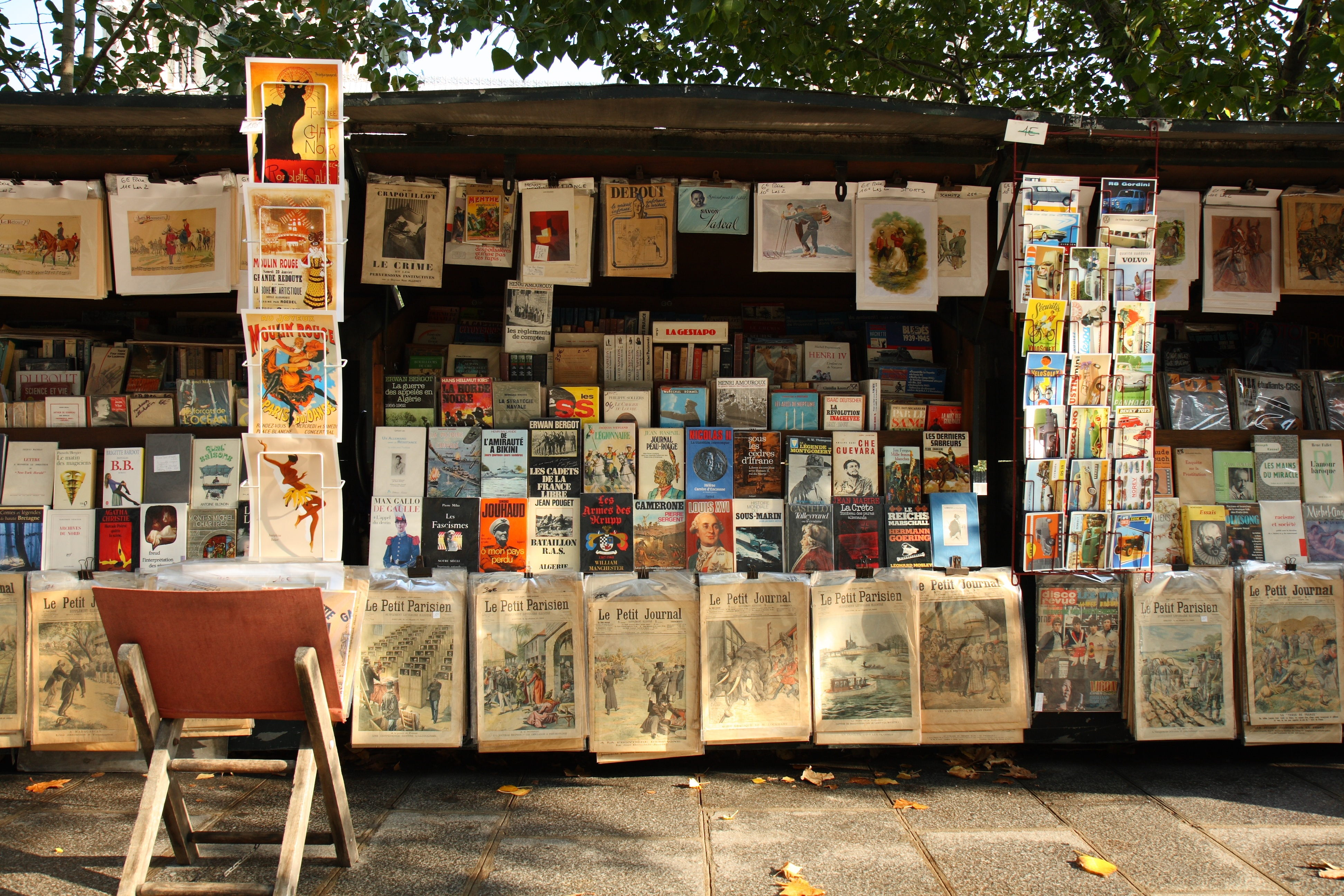
2007년의 한 부키니스트의 모습.

2024년 하계 올림픽 개막식의 일부가 센강에서 열렸는데, 이는 더 많은 사람들에게 개막식을 볼 수 있도록 제공하기 위해서이다. 그러나, 개막식과 같은 행사가 센강에서 열리는 것은 처음이기에 여러 우려가 제기되었다.
2024년 2월 프랑스 정부는 내무장관 제랄드 다르마냉(Gérald Darmanin)의 제안에 따라 보안상의 이유로 센강에서 열릴 개막식의 관중 수를 60만 명에서 30만 명으로 줄일 것이라고 발표했다. 센강 주위의 보안 경계선은 개막식이 열리기 며칠 전에 그어져 관중들의 수를 제한할 계획이며, 관광객과 그 외 보행자들은 개막식을 관람할 수 없을 것으로 보인다. 그러나 센강의 개막식에서 무료 입장권을 등록할 수 있는 기회가 있을 계획이다.
센강 주변의 개막식 관람 공간에 대한 보안을 보장하기 위한 계획의 일부에는 센 강둑에서 독특한 지역 전통의 서적 "강변 상자"를 판매하는 서점인 부키니스트(bouquinistes)를 제거하는 것이었다. 부키니스트 서점들은 문을 닫는 한에서라도 "강변 상자"를 옮겨야 하는 것에 반대하는 캠페인을 벌였고, 결국 에마뉘엘 마크롱 대통령은 부키니스트가 도시의 "살아있는 유산"이라고 말하며 제거하는 계획을 대체하는 보안 계획을 요구했다.

### 파리 거주민에 대한 혼란
많은 파리 거주민들은 이번 올림픽으로 인해 여러 일상생활이 지장을 받을 것이라는 우려를 표명했다. 여론조사에 따르면 주민들의 절반이 올림픽 기간 동안 도시를 떠날 계획을 가지고 있었고, 4분의 3은 올림픽이 진행되는 장소들의 교통과 보안에 대해 걱정하고 있는 것으로 나타났다. 그러나 파리 올림픽 조직위원회 위원장인 토니 에스탕게(Tony Estanguet)는 "마법의 올림픽"은 일상생활을 중단할 만한 가치가 있을 것이라고 말했다.

### 히잡 금지
여러 운동가들은 프랑스의 세속법의 일부인 올림픽 기간 동안 히잡 착용을 금지하는 조항에 대해 의문을 불러일으켰다.

### 여러 홍보물에 나타난 프랑스의 정체성
2024년 하계 올림픽의 마스코트는 프리기아 모자를 의인화한 "프리주"(Phryges)이며, 프리주의 봉제 인형이 생산되어 홍보에 이용되었다. 그런데 이러한 봉제 인형들을 제조하는 대부분의 공장이 중국에 위치한다는 것은 프랑스 국내에서 많은 비판의 대상이 되었다.
하계 올림픽 홍보를 위한 올림픽 포스터는 2024년 3월 공개되었으며, 이는 프랑스의 여러 랜드마크들과 도시와 같은 여러 상징물들로 파리를 표현한 초현실주의 그림이었다. 이를 비판하는 사람들은 이 포스터가 프랑스 문화의 주요 정체성인 기독교를 제거했다고 주장한다. 일부 우익 프랑스 정치인들은 포스터를 만든 사람들에게 "깨어나라"고 말하며 포스터가 프랑스의 역사를 "말살"하려고 시도하고 국가의 자존심을 부끄럽게 하는 것이라고 주장했다. 이러한 비판하는 이들의 가장 큰 불만은 포스터 속의 프랑스 군사 역사 기념물인 앵발리드의 돔 꼭대기에 십자가가 삭제되었다는 것이었다.

### 선거와 올림픽
올림픽이 열리기 한 달 전, 2024년 프랑스 총선이 2024년 6월 30일과 7월 7일에 치러졌다. 이 총선이 열린 것은 극우 국민연합이 2024년 유럽 의회 선거에서 압도적 승리를 거둔 여파로 에마뉘엘 마르콩 대통령이 신인민전선을 결성하고 의회를 해산해버렸기 때문이었다.
잠재적인 극우 정부가 올림픽에 끼칠 영향이 우려되고 있는데, 프랑스 총선 1차 선거 당시 33.15%의 득표율을 차지한 국민연합(RN)은 우파 동맹 세력들과 함께 올림픽에 정권 교체가 영향을 주어서는 안 된다고 주장했다. 국제 올림픽 위원회(IOC)의 전 마케팅 책임자인 마이클 페인(Michael Payne)은 프랑스 통신사(AFP)의 인터뷰에서 성화 봉송이 진행 중인 동안 프랑스 전역의 정치적 수준이 "올림픽 자체는 정치적 교차에 휘말리지 않을 것"이라고 말했다.

## 파리의 개최 문제

### 보안 문제
《타임스》의 뉴스 보도는 보안과 지정학에 관한 회사 드래곤플라이(Dragonfly)의 분석을 인용하여 2024년 파리 올림픽에 대한 드론 폭탄 공격과 같은 테러 위협 수준이 여전히 "심각"하다고 주장했다. 영국 올림픽 협회는 선수와 직원들에게 제공하여 즉각적인 도움을 받을 수 있고 위치를 공유할 수 있도록 하는 기능을 갖춘 모바일 앱을 사용하도록 할 것이라고 발표했다.
파리의 주요 공항들은 보안상의 이유로 올림픽 개막식 기간인 7월 26일 일시적으로 폐쇄된다. 행사장 주변에는 보안 경계선이 설치되어 택시를 포함한 여러 자동차들의 이동을 엄격하게 제안한다.
파리의 한 좀도둑은 대중교통에서 올림픽 대회에 대한 보안 계획의 일부가 담긴 파리 시청 직원의 가방을 훔쳤으며, 이 사실이 알려지자 큰 논란이 되었다. 이후 가방에 민감한 정보가 없다는 것이 확인되었으며, 검거된 도둑은 7개월의 징역형을 선고받았다.
또다른 좀도둑이 축구 종목 경기 도중 아르헨티나 축구 국가대표팀의 라커룸에 몰래 들어와 약 7,500만 원 어치의 귀중품을 훔쳐 달아났다.

### 조직본부 습격
프랑스 금융검찰은 2023년 10월 18일에 2024년 파리 올림픽 본부를 급습하고 이벤트 관리 회사도 조사했다. 이번 급습은 다양한 계약과 관련된 "불법적 이해관계 수취, 편파와 음폐" 혐의에 대한 조사의 일환이었다.

### 아제르바이잔의 "더럽히기" 캠페인
프랑스의 해외 디지털 단체의 보고서에 따르면, 여러 아제르바이잔 웹사이트들과 가짜 소셜 미디어 프로필들이 프랑스의 올림픽 대회 개최 능력을 조작하고 보이콧을 주도하는 허위 정보 캠페인이 시도되었다는 것이 밝혀졌다. 이번 "더럽히기" 캠페인은 나고르노카라바흐에서 분쟁이 발생하고 2020년부터 프랑스가 아르메니아를 지원한 것에 대한 보복으로 여겨지고 있다.

### 러시아의 "더럽히기" 캠페인
마이크로소프트의 위협 분석 센터는 러시아가 우크라이나와의 전쟁 도중 프랑스가 우크라이나를 군사적으로 지원한 것에 대한 보복으로 2024년 파리 올림픽을 겨냥한 허위 정보 캠페인이 진행되었다고 보고했다. 러시아의 사이버 단체인 Storm-1679와 '도플갱어'(Doppelganger)는 가짜 비디오와 뉴스 기사, 톰 크루즈의 목소리와 같이 AI로 생성된 가짜 자료들을 이용해 국제 올림픽 위원회의 명성을 훼손하고 두려움을 조장하는 것을 목표로 삼았다. 이들은 《올림픽은 무너졌다》와 같은 가짜 다큐멘터리를 공개하고 테러로 인한 티켓 취소 등 허위 사실을 퍼뜨렸다. 또한 '도플갱어'는 올림픽 반대 메시지를 강화하고 에마뉘엘 마크롱을 비방하기 위한 콘텐츠를 위조했으며, 마이크로소프트는 이와 같은 자료들을 통해 이들이 1972년 뮌헨 올림픽 참사의 반복을 위협하는 가짜 크래피티 사진들을 유포했다고 의심했다.

### 물병 환불
'빌락'(Vilac)에서 제작한 재사용 가능한 어린이용 물병은 2015년부터 과도한 비스페놀 A 수준으로 인해 프랑스에서 금지되었으며, 이로 인해 올림픽 시작 일주일 전에 이러한 종류의 물병들은 모두 회수되었다.

### 최후의 만찬비하 행사
예수가 실시한 최후의 만찬을 비꼬는 행사를 개막 행사에 포함시켜 논란이 되었다. 가수 필리프 카트린이 탁자 위에 놓인 푸드 커버 안에서 민망한 복장을 착용한 채로 나오는가 하면 실제 최후의 만찬 등장인물들의 성별을 바꿔서 세워 놓았으며 이 논란의 정점은 바로 예수 포지션에 못생기고 뚱뚱한 여성을 배치했다는 점이다. 게다가 그냥 배치만 한 것도 아니며 성별이 바뀌어서 서 있는 남자는 상의는 자켓만 착용하고 하의는 핫팬츠와 팬티스타킹을 착용했으며, 예수 포지션의 뚱뚱한 여성은 예수의 후광을 연상케 하는 모자를 착용했다. 이 사건에 대해 교황청이 정식으로 문제 제기를 했다.
더군다나 이스카리옷 유다 포지션에는 이 행사에 참가한 유일한 황인종을 배치해서 인종차별 뉘앙스까지 풍겼다.

## 인권 문제

### 노동자 착취
프랑스의 신문사 《리베라시옹》은 근로자들이 공식적인 계약서나 사회보장, 휴가 없이 하루 약 80유로의 급여를 받은 채로 일하고 있다고 보도했다. 일부 근로자들은 계약서에 보장된 급여를 받지 못하면서 분노와 불만을 토로했고, 일부는 위험도가 높은 작업을 할 때 적절한 안전장비가 없다고 주장했다.

### 이주민 수용소 강제 철거
2024년 4월, 파리의 일부 임시 수용소에서 온 이주민들은 하계 올림픽을 앞두고 구호 단체들이 "사회 정화" 캠페인이라고 부르는 가운데 집에서 강제로 쫓겨났다.

## 전쟁 중인 국가들의 올림픽 참여 허용 문제

### 러시아와 벨라루스 선수단

#### 개인 중립 선수단의 잠재적 참여
러시아의 우크라이나 침공 속에서 러시아와 벨라루스 선수들의 잠재적인 참여 여부는 여전히 논란의 여지가 남아 있었다. 2022년 2월, 국제 올림픽 위원회(IOC)는 올림픽 휴전의 원칙을 위반한 것으로 스포츠 연맹에 러시아와 벨라루스의 선수단 및 관계자들의 국제 토너먼트 참가를 금지할 것을 권고했다.
2023년 1월 국제 올림픽 위원회는 러시아와 벨라루스의 선수들을 "개인 중립 선수"라는 이름으로 올림픽에 참여시킬 계획을 발표했다. 2023년 1월 26일, 아시아 올림픽 평의회는 러시아와 벨라루스 선수단을 "중립 선수"로 묶어 2022년 아시안 게임에 초청했으나 메달 획득과 올림픽 아시안 게임 쿼터권 획득 가능성은 없었다. 이에 대해 국제 올림픽 위원회 또한 러시아와 벨라루스 선수들이 전쟁을 "노골적으로" 지지하지 않고 국기, 국가, 군복, 조직이 드러나지 않는 한 러시아와 벨라루스 선수들이 참여하는 것에 동의한다고 발표했으며, 이는 러시아 선수단이 이전의 2020년의 도쿄 혹은 2022년의 베이징처럼 러시아 올림픽 위원회 소속으로서 출전할 수 없게 되었음을 뜻했다. 국제 올림픽 위원회는 이러한 상황을 1992년 하계 올림픽과 비교했다.
2023년 2월 1일, 국제 연합은 러시아와 벨라루스 선수단의 참가를 고려하는 국제 올림픽 위원회의 발표를 지지했으며, "차별 금지에 관한 국제 인권 기준"에 따라 "어떤 선수도 분쟁에서 어느 편에 서는 것이 요구되어서는 안 된다"고 촉구했다.
2024년 1월 31일, 블라디미르 푸틴 러시아 대통령은 러시아 올림픽 위원회와 체육부가 러시아 선수단이 2024년 올림픽에 참여할지 여부에 대해 구체적인 결정을 내려야 한다고 발표했다. 최종적으로 국가 지도부는 러시아가 올림픽을 보이콧하지 않을 것이며 결정은 개별 연맹에 맡길 것이라고 발표했으나, 어떤 러시아 방송사도 올림픽 중계권을 가져가지 않았으며 이는 1984년 이후 처음이다.

#### 그 외 나라의 보이콧
2023년 2월 3일, 덴마크, 핀란드, 아이슬란드, 노르웨이, 스웨덴의 북유럽 5개국의 국가 올림픽 및 패럴림픽 위원회는 2024년 하계 올림픽에서 러시아와 벨라루스 선수단이 참여하는 것을 규탄하는 공동 성명을 발표했으며, 러시아와 벨라루스 선수단의 참여에 반대하여 보이콧을 할 것이라고 위협했던 국가에는 덴마크, 에스토니아, 라트비아, 리투아니아, 폴란드, 우크라이나가 있다.
같은 달 국제 올림픽 위원회 위원장인 토마스 바흐는 어떤 선수들이 국제 스포츠 토너먼트에 참가할 것인지 결정하는 것이 국가 정부에 달려 있어서는 안 된다고 말했으며, 다음 달인 3월 22일 그는 러시아인들의 집단 전체가 죄를 짓는 것처럼 대우받는 것은 옳지 못하며 러시아와 벨라루스 선수단의 올림픽 참여를 지지한다고 거듭 밝혔다.

#### 각 스포츠 연맹들의 선수단 인정
2023년 3월 10일, 국제 펜싱 연맹(FIE)은 2024년 하계 올림픽 예선 시작에 맞춰 러시아와 벨라루스의 선수단 및 임원들을 공식적으로 복귀시켰으며, 이는 올림픽 기관들 중 가장 빠른 선택이었다. 이 결정에 항의하여 덴마크 프랑스, 독일,과 폴란드는 다가오는 펜싱 행사를 취소했다. 2023년 4월, 유럽 펜싱 연맹은 국제 펜싱 연맹의 비자와 호스팅 권리를 부여하지 않고 제재를 가해 국가를 박탈할 것이라는 계획에 비판적인 서한을 보냈다.
2023년 5월, 국제 카누 연맹(ICF)이 러시아와 벨라루스의 선수단을 복귀시킨 이후, 이들을 복귀시킨 국제 하계 스포츠 연맹의 수가 10개가 되었다.

#### 러시아 올림픽 위원회 정지
2023년 10월, 국제 올림픽 위원회는 올림픽 헌장 위반, 그 중에서도 특히 합병된 우크라이나 영토의 우크라이나 스포츠 단체를 러시아 기구에 통합하고 올림픽 우크라이나 선수단의 권위를 침해시켰다는 이유로 이전에 러시아 선수들을 올림픽에 참여시켰던 러시아 올림픽 위원회(ROC)의 권한을 정지시켰다. 러시아는 스포츠 중재 재판소에 이의를 제기했으나, 이는 2024년 2월 항소가 기각되면서 끝났고, 이로 인해 국제 올림픽 위원회와 러시아 올림픽 위원회 간의 관계가 크게 악화되었다. 2024년 3월 국제 올림픽 위원회 위원장 토마스 바흐가 러시아에게만 책임이 있으며, 러시아 정치인들의 말하는 어조와 러시아가 선수들에게 조직적으로 도핑을 진행하는 것을 비판하면서 관계는 돌이킬 수 없을 정도로 악화되었다.

### 이스라엘 선수단

#### 이스라엘의 참여와 팔레스타인 시위에 대한 국제 올림픽 위원회(IOC)의 견해
이스라엘-하마스 전쟁의 발발 이후 이스라엘 선수단의 참여가 논쟁의 대상이 되었다. 국제 올림픽 위원회(IOC)는 아랍 및 친팔레스타인 선수들에게 이스라엘 선수와의 경기를 거부하면 출전이 금지될 것이라고 경고했으며, 이것은 2020년 하계 올림픽에서 이스라엘 선수 토하르 부트불(טוהר בוטבול)과의 경기를 거부했다는 이유로 국제 유도 연맹으로부터 10년 경기 출전 자격 정지를 받은 알제리 유도 선수 페티 누린의 사례로 잘 드러났다. 국제 올림픽 위원회 대변인은 "IOC는 개인의 책임이라는 개념을 고수하고 있으며 선수들은 정부의 조치에 영향을 받지 않는다"며 "우리는 2020년 도쿄 올림픽 기간 동안과 같은 신속한 조치가 취해지도록 노력할 것"이라고 말했다. 이스라엘 올림픽 위원회 관계자들은, 이번 올림픽에서 이스라엘을 향한 야유는 물론 이스라엘 선수와의 경기 거부의 가능성도 예상하고 있다.
팔레스타인과 아랍 국가들의 스포츠 연맹은 전쟁을 일으킨 이스라엘에 대한 제재와 2024년 하계 올림픽의 참가를 막아야 한다고 주장했으며, 이는 전쟁이 팔레스타인의 선수들과 스포츠 시설에 큰 영향을 끼쳤기 때문이었다. 이러한 요구는 묵살되어 이스라엘은 하계 올림픽에 온전히 출전할 수 있게 되었으며, 이는 러시아와 벨라루스 선수단이 "개인 중립 선수"로서 제재를 받은 것과는 크게 비교되었다.
2024년 1월, 이스라엘의 공습으로 팔레스타인 올림픽 축구팀 코치가 사망하고 가자 지구에 위치한 팔레스타인 올림픽 위원회 본건물이 손상을 입자 300개 이상의 팔레스타인 스포츠 연맹이 이스라엘의 2024년 하계 올림픽 참가를 금지할 것을 촉구했다.
2024년 3월, 국제 올림픽 위원회 위원장 토마스 바흐는 이스라엘이 2024년 하계 올림픽에 참여하는 데에 문제가 없을 것이라고 밝혔으며, 파리 시장 안 이달고는 "민주주의 국가인 이스라엘은 올림픽 및 패럴림픽과 관련하여 제재하는 것을 불가능하다"고 주장했다.

#### 국제 올림픽 위원회의 모순된 대응에 대한 비난
2023년 11월 러시아는 팔레스타인 또한 국제 올림픽 위원회임에도 불구하고 이스라엘의 가자 지구에서의 팔레스타인을 향한 공격이 일어난 것에 대해 제재하지 않는 "이중 잣대"를 가지고 있다고 비난했다. 러시아와의 비난에 대한 국제 올림픽 위원회는 러시아가 올림픽 헌장 위반 사항이 2008년과 2014년에 두 차례에 있었음에도 불구하고 우크라이나 합병을 감행했기 때문이라고 반박했다. 미국의 작가이자 전직 축구 선수였던 줄스 보이코프(Jules Boykoff)는 국제 올림픽 위원회의 "이중 잣대"를 비판하고 러시아와 이스라엘을 대하는 태도가 완전히 다른 것에 의문을 제기하면서, "스포츠 시설을 인수하는 것이 최선임에도 불구하고 이스라엘이 가자 지구의 역사적인 야르무크 경기장을 수용소로 전환하는 동안 침묵하는 이유는 무엇인가?"고 말했다. 또한 보이코프는 서안 지구, 동예루살렘, 골란 고원에 위치한 이스라엘의 많은 정착촌도 "러시아가 해왔던 같은 방식으로 올림픽 헌장은 명백히 위반한 것"이라고 비판했다.

#### 이스라엘 선수단의 보안
이스라엘의 체육부 장관 미키 조하(מַכְלוּף מִיקִי)는 자국 선수단에 대한 위협이 존재한다는 것을 인식하고 있다고 밝혔고, 전 이스라엘 정보국장 야코브 페리(יעקב פרי)는 프랑스의 반유대주의 정서 때문에 위협이 더 커질 것이라고 경고했다. 2024년 이스라엘은 올림픽에 대한 보안 예산을 두 배로 늘리고 이스라엘 정보기관 신베트를 파리로 파견할 것이라고 말했으며, 88명의 선수들과 관계자들은 신베트가 제공하는 보안 세부정보를 알 수 있도록 하면서도 "선수들이 자유로움을 느끼면서도 안전하고 두려워하지 않도록" 개인 경호원을 두지는 않을 것이라고 밝혔다. 이스라엘은 신베트 요원들을 무장시킬 계획이다. 이스라엘 선수단에 대한 위협이 증가했다는 질문에 대해 국제 올림픽 위원회 대변인은 일반적으로 모든 선수들은 정기적으로 위협을 받지만 이스라엘 선수들이 보다 위협을 받고 있는 것은 사실이라고 답했다.
보도에 따르면 이스라엘 올림픽 축구팀의 경기 주변에서 친팔레스타인 시위가 일어날 것이라는 소문이 있었다. 프랑스 전역의 경기장에서 경기를 뛰어야 하고 보안이 철저한 올림픽 선수촌 밖에서 지내야 하는 이스라엘 축구팀에 대한 우려가 펼쳐졌으며, 주최측은 뮌헨 올림픽 참사 이후 이스라엘 대표단이 편안함을 느낄 수 있도록 특별한 조치가 있었지만 그럼에도 불구하고 보안을 더 강화할 것이라고 밝혔다. 프랑스의 전술특무부대 수색개입여단은 경기 첫날인 7월 24일 파르크 데 프랭스 경기장을 포함해 이스라엘 선수단이 위치한 경기장의 "관중들을 순찰"하고, 드론 또한 경기장을 모니터링하는 데에 이용될 것으로 계획됐다.
2024년 5월, 이스라엘은 보안 문제로 인해 레슬링 선수단이 튀르키예에서 열리는 예선 대회에 참가하는 것을 불허하여, 2024년 하계 올림픽 출전 자격을 버렸다. 이 사건이 있기 일주일 전부터 튀르키예는 이스라엘로부터의 모든 수출과 수입을 금지하고 있었다.

#### 프랑스 정치인들의 성명
2024년 2월, 프랑스의 좌파 정치인들과 국회의원들은 국제 올림픽 위원회에 서명을 보내 이스라엘에 대한 제재와 이스라엘 선수들의 프랑스의 국기 앞에서 경기하는 것을 금지하는 것을 촉구했다. 이들은 이스라엘이 가자 지구에서 벌인 여러 전쟁범죄들을 그 이유로 들었으며, 올림픽 기간 동안 이스라엘 선수들이 러시아와 벨라루스 선수들과 같이 개인 중립 선수로 참가하게 할 것을 주장했다.
7월 22일 프랑스의 하원의원 토마스 포르테스(Thomas Portes)는 이스라엘 선수들이 올림픽에서 "결코 환영받지 않을 것이다"고 언급하고 국가 대표단을 향한 항의를 요구한 이후 광범위한 반발을 샀다.

### 아프가니스탄 선수단 참가
아프가니스탄의 2024년 하계 올림픽에 대한 참가는 2021년 8월 탈레반의 통제에 들어간 이후 불확실해졌다. 탈레반은 2021년 8월 아프가니스탄 본토를 탈환한 이후 여성의 스포츠 활동을 금지했다. 2004년 하계 올림픽에 참가하여 올림픽에 출전한 아프가니스탄 최초의 여성 선수였던 파리바 레자이(فریبا رضایی)는 국제 올림픽 위원회에 아프가니스탄의 2024년 하계 올림픽의 참가를 금지할 것을 요청했다. 그러나 국제 올림픽 집행위원회는 아프가니스탄이 2024년 하계 올림픽에 남녀 혼합팀 파견을 허용하고 성별 균형을 맞추었기에 하계 올림픽에 참여하는 것을 불허하지는 않지만 탈레반 정부 관리들을 참여할 수 없도록 할 것이라고 밝혔다. 2024년 하계 올림픽 아프가니스탄 선수단은 남성 3명과 여성 3명으로 구성되었다.

## 환경 문제
2024년 파리 하계 올림픽은 환경적으로 지속 가능함을 제공하며 일부 조직위원회 위원들은 역사상 가장 "친환경적인" 올림픽이 될 것이라고 주장했다.

### 타히티 서핑 감시탑
주최측은 프랑스령 폴리네시아의 섬들 중 하나인 타히티섬에서 서핑 대회를 개최하며 심사위원들을 위해 무게 9톤의 알루미늄 타워를 건설할 계획이라고 발표했다. 현지 주민들과 서퍼들은 이에 대해 "산호초에 피해를 줄 수 있으며 섬에 있는 기존 목조 타워를 사용하는 것도 충분히 가능하다"고 비판했다. 2023년 초 선박이 암초를 강타하여 타격을 입혔고 건설이 잠시 중단되었다. 이후로도 많은 서퍼들이 타워 건설에 반대하는 시위를 벌였으며, 건설 금지를 요구하는 지역 청원에는 약 23만 9천여 명의 동의자가 모였다.

### 파리의 빈대 확산
2023년 파리 빈대 확산으로 인해 지역 주민들과 정부 관계자들은 올림픽 기간 중 도시를 찾는 방문객들이 증가하여 빈대에 의해 여러 질병에 감염될 수 있다고 우려했다.